# Przepękla ogórkowata
Przepękla ogórkowata, balsamka ogórkowata (Momordica charantia L.) – gatunek rośliny z rodziny dyniowatych. Występuje w krajach tropikalnych i subtropikalnych. 

## Morfologia

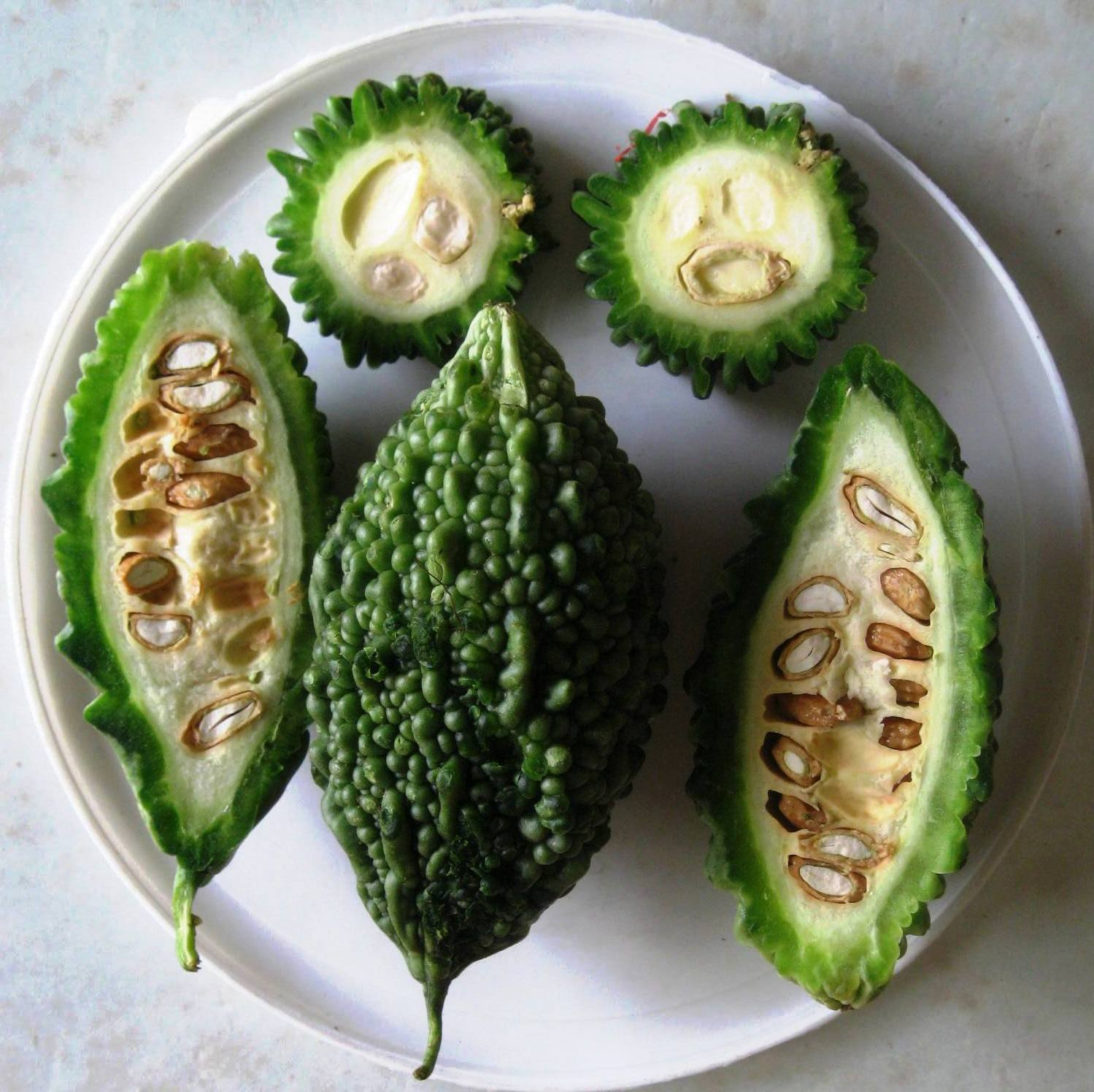
Owoce (w całości, przekrojone poprzecznie i podłużnie)

Roślina roczna, Łodyga owłosiona, cienka i wijąca się, dochodzi do 3 m długości. Posiada wąsy czepne. Liście sercowatego kształtu, 7-9 klapowe. Korona kwiatowa w kolorze żółtym, żółtawym, w kształcie lejkowatym lub dzwonkowatym. Owoc - brodawkowaty, podobny do ogórka w kolorze pomarańczowożółtym dochodzi do 18 cm długości. Nasiona w czerwonej łupinie

## Zastosowanie
Owoce o gorzkim smaku w formie niedojrzałej są jadalne, na surowo lub gotowane. Młode listki, pędy są dodatkiem kulinarnym do dań. Wysuszone liście używane do przyrządzania wywarów i nalewek.

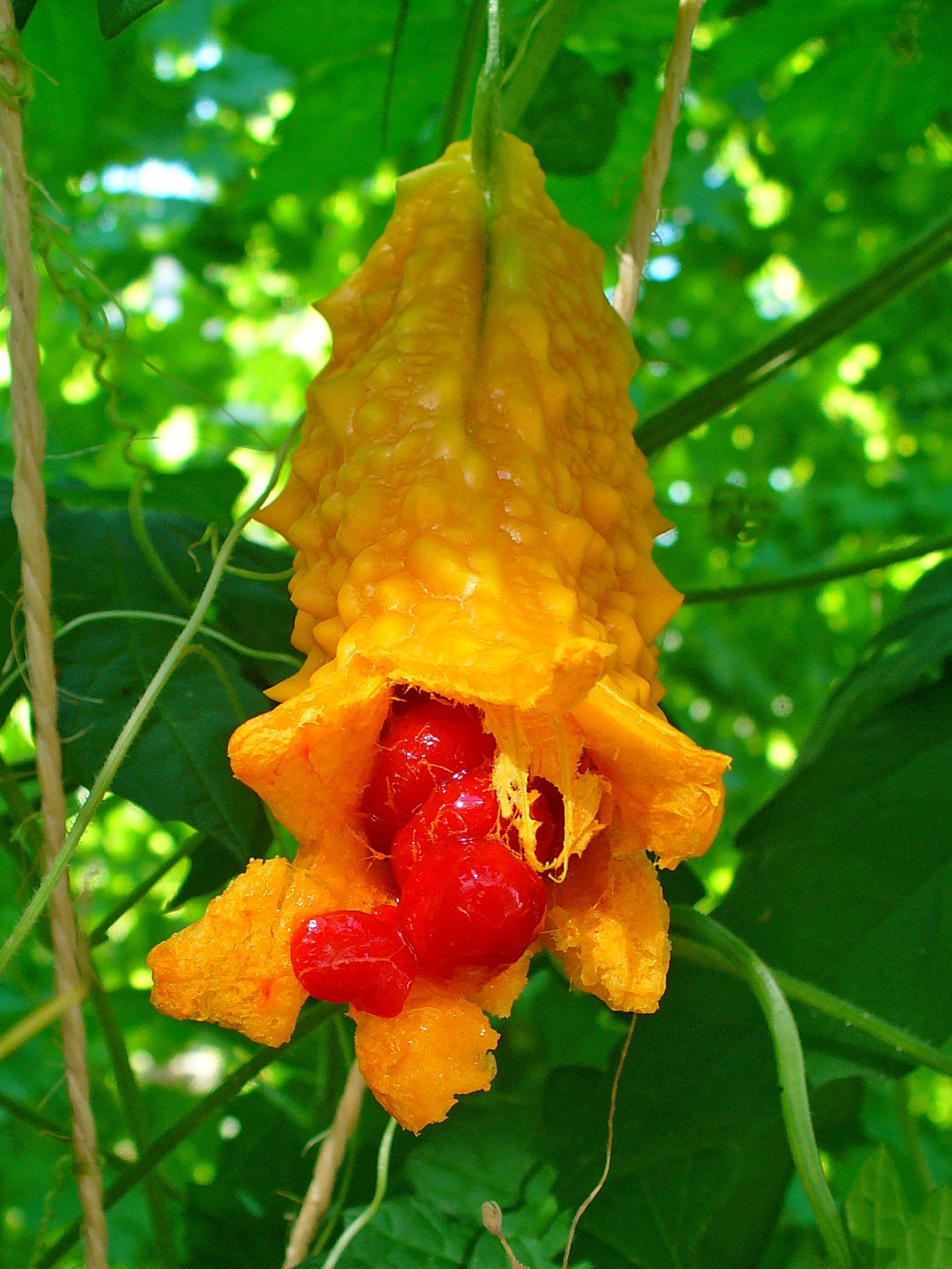
Dojrzały owoc